# カワラヨモギ
カワラヨモギ（河原蓬、河原艾、学名:Artemisia capillaris　アイヌ語: pitarkaun-noya, ピタﾙカウンノヤ ）は、キク科ヨモギ属の多年草。茎の下部が木質化し、低木状になるため「亜低木」とされる場合もある。
古くは平安時代の辞書である『和名類聚抄』（10世紀前半成立）巻20「草類」の項目で、菊の和名として、「加波良與毛木（カワラヨモギ）」が記述される。
また、シロヨモギの別名でもある。

## 特徴
花をつけないで先にロゼット状に葉を叢生（そうせい）させる短茎と、花をつける長い花茎がある。
短茎の葉は長さ2-3cmになる葉柄があり、葉身は2回羽状に全裂し、裂片の幅は0.3-2mmと糸状になる。葉の両面に密に灰白色の絹毛が生え、全体に白っぽく見える。ふつう絹毛が密生するが、ときにやや無毛となる場合がある。
花茎は高さ30-100cmになり、よく分枝する。花茎につく葉は、長さ1.5-3(-9)cm、幅1-7cm、1-2回羽状に全裂し、裂片の幅は0.3mmと細く糸状になる。ふつう無毛であるが、ときに両面に絹毛がある。
花期は9-10月。頭花は大きな円錐花序に多数、密につける。頭花は長さ1.5-2mm、幅1.5-2mmの球形または卵形で、舌状花がなく筒状花のみで構成される。総苞片は3-4列で覆瓦状に並び、外片は小さく卵形になる。果実は痩果になり、長楕円形で長さは0.8mmになる。

## 分布と生育環境
日本では、本州（青森県西北地域以南）、四国、九州、琉球に分布し、海岸や川岸の砂地に生育する。川岸に生育するものは、海岸のものより背丈が高く、毛が少ない。世界では、朝鮮、中国、ネパール、フィリピンに分布する。
本種の根に、ハマウツボ科のハマウツボが寄生することがある。

## 利用
頭花や幼苗は漢方では「インチンコウ(茵蔯蒿)」として用いられる。成分として、クマリン類のscoparone(スコパロン)、クロモン類のcapillarisin、フラボノイド類のcirsilineol、cirsimaritin、rhamnocitrinなどを含む。用途として、消炎利胆、解熱、利尿などを目標に、黄疸、肝炎、胆嚢炎などに用いられる。漢方処方には、茵陳蒿湯、茵陳五苓散がある。また、capillarisin、scoparoneなどは各種動物で胆汁分泌促進作用を示す。

## ギャラリー
- 花のつかない短茎は絹毛が密生する。
- 花茎は長く伸び、短茎よりは白くない。
- 頭花は小さく密につく。